# Süßlicher Buchen-Milchling
Der Süßliche Buchen-Milchling oder Süßliche Milchling (Lactarius subdulcis) ist eine Pilzart aus der Familie der Täublingsverwandten (Russulaceae). Es ist ein ziemlich kleiner Milchling mit weißlicher bis cremegelber, unveränderlicher Milch, die zuerst süßlich mild und dann oft leicht bitterlich schmeckt. Der Hut ist stumpf rotbraun gefärbt, die Huthaut trocken und der Hutrand grob gerippt. Typisch ist auch die weißliche und bräunlich-gestriegelte Stielbasis und der Geruch nach Blattwanzen. Der Milchling wächst meist relativ spät im Jahr unter Buchen und ist essbar.

## Merkmale

### Makroskopische Merkmale
Der Hut ist 3–7 cm breit und bei jungen Fruchtkörpern zuerst gewölbt, später ausgebreitet und dann niedergedrückt. In der Mitte hat der Hut oft eine mehr oder weniger deutliche Papille. Die Hutfarbe reicht von stumpf braun über kastanienbraun, ocker-lederfarben bis schmutzig orangebraun. Oft ist der Hut auch etwas hygrophan und neigt dazu, vom Rand her auszublassen. Dann ist er zimt- bis ockerbräunlich gefärbt und hat mitunter auch einen mehr fleischbräunlichen Ton. Die Huthaut ist auch bei Regen und feuchter Witterung nicht schleimig, sondern wirkt wie eingefettet. Trocken ist sie matt bis feinsamtig und bei älteren Exemplaren fast radial höckerig bis runzelig oder leicht furchig-grubig. Der Rand ist oft flach und grob gerieft, wobei die Riefung meist nur schwach ausgebildet ist
Die mäßig gedrängt stehenden Lamellen sind heller als der Hut, blass creme- bis blass fleischfarben gefärbt und haben oft bräunliche Flecken. Im Alter sind sie auch fleischrötlich bis zimtfarben.
Der Stiel ist 5–7 cm lang und etwa 1 cm dick. Er ist ähnlich wie der Hut, aber meist heller gefärbt. Er ist mehr zimtbräunlich bis blass gelblichbraun. Unterhalb der Lamellen und an der Stielbasis ist er meist heller gefärbt, sodass die Stielspitze cremegelblich-fleischockerlich gefärbt ist und die Stielbasis weißlich bräunlich gestriegelt erscheint. Die Stielbasis ist oft auch von einem gelbbraunen, filzigen Mycel überzogen.
Die Milch ist wässrig-weißlich oder molkeartig und verändert ihre Farbe auch nicht auf einem weißen Papiertaschentuch. Der Fruchtkörper riecht nach Blattwanzen (süßlich-ranzig). Manche Autoren beschreiben den Geruch auch als gummiartig oder an den Kartoffelbovist erinnernd. Das Fleisch schmeckt mild, hat aber oft einen deutlich bitteren Nachgeschmack.
Das Sporenpulver ist weißlich.

### Mikroskopische Merkmale
Die breitelliptischen bis rundlichen Sporen sind durchschnittlich  7,4–8,2 µm lang und 6,2–6,7 µm breit. Der Q-Wert (Quotient aus Sporenlänge und Sporenbreite) beträgt 1,1–1,3. Das Sporenornament ist bis zu 1,5 µm hoch und besteht aus mehr oder weniger zahlreichen, groben Warzen und Rippen, die größtenteils netzartig miteinander verbunden sind. Der Hilarfleck ist inamyloid oder im äußeren Teil unregelmäßig amyloid.
Die keuligen Basidien sind 32–54 µm lang und 10–12 µm breit und tragen meist vier, mitunter aber auch nur zwei Sterigmen. Die spindelförmigen bis pfriemförmigen Cheilomakrozystiden sind zahlreich und 23–36 µm lang und 3,5–7,5 µm breit. Die spindelförmigen Pleuromakrozystiden sind spärlich und 33–90 µm lang und 5–10 µm breit.
Die Huthaut (Pileipellis) ist ein Oedotrichoderm und besteht aus aufsteigenden, mehr oder weniger zylindrischen Hyphenenden, die 20–50 µm lang und 3,5–4,5 µm breit sind. Darunter liegen 6–12 µm breite, längliche bis ovale Zellen.

## Artabgrenzung
Der Süßliche Milchling ist durch folgende Merkmale gekennzeichnet: Er hat einen rotbraunen Hut mit einer bei Feuchtigkeit fettig erscheinenden Huthaut, eine wässrig weißliche, milde bis bittere Milch und einen mehr oder weniger deutlichen Wanzengeruch. Außerdem wächst er unter Rotbuchen.
Der Milchling kann mit einer ganzen Reihe braunhütiger Milchlinge verwechselt werden:
- Der Kampfer-Milchling (Lactarius camphoratus) hat einen ähnlich rotbraunen, etwas hygrophanen Hut, der beim Trocknen etwas ausblasst. Er lässt sich leicht durch den Maggigeruch, der besonders beim getrockneten Pilz auftritt, unterscheiden.
- Der möglicherweise ebenfalls ähnliche Rotbraune Milchling (Lactarius rufus) hat eine deutlich scharf schmeckende Milch und kommt im Nadelwald vor.
- Der meist blasser bräunlich gefärbte Flatter-Milchling (Lactarius tabidus) hat ebenfalls eine wässrig weiße Milch, die sich aber auf einem weißen Papier deutlich schwefelgelb verfärbt. Das Fleisch schmeckt erst mild und dann deutlich scharf.
- Auch der nah verwandte Eichen-Milchling (Lactarius quietus) ist ähnlich und riecht ebenfalls nach Blattwanzen.[Anm. 1] Er hat einen immer matten, nicht hygrophanen und oft leicht gezonten Hut und eine cremegelbliche Milch, die mehr oder weniger mild und im Nachgeschmack bitter schmeckt. Der Milchling kommt stets unter Eichen vor.

Sehr schwer zu unterscheiden sind auch die Milchlinge aus der Sektion Mitissimi
- Der Milde Milchling (Lactarius aurantiacus) hat einen orangebraunen, glatten, ungezonten Hut und einen kaum wahrnehmbaren, wenig charakteristischen Geruch.
- Sehr ähnlich ist auch der Orangefuchsige Milchling (Lactarius fulvissimus), der einen leuchtend orangebraunen Hut und nicht netzig-gratige Sporen hat.
- Ebenfalls zum Verwechseln ähnlich ist der Rotgegürtelte Runzel-Milchling (Lactarius rubrocinctus), der ein bitter-schärfliches Fleisch hat und sich mikroskopisch durch die Huthautanatomie unterscheidet.[5][7]

## Ökologie
Der Süßliche Milchling ist zumindest in Mitteleuropa ein strikter Mykorrhizapilz der Rotbuche. Er ist eine Charakterart der heimischen Rotbuchenwälder, der aber zusammen mit seinem Wirt auch in Edellaubbaum-, Eichenmisch-, Tannen- und Fichten-Tannenwäldern vorkommen kann. Er kommt nahezu auf allen Böden vor, bevorzugt allerdings mäßig bis deutlich frische, mittelgründige und neutrale Böden, die aber schwach sauer bis leicht alkalisch sein können. Man findet die Fruchtkörper selten auf „nackten“ Böden, sondern fast immer in der verrottenden Laubschicht der Rotbuche.
Die Fruchtkörper erscheinen recht spät im Jahr, meist von September bis November. Die Hauptsaison ist der September und Oktober.

## Verbreitung

Verbreitung des Süßlichen Milchling in Europa. Grün eingefärbt sind Länder, in denen der Milchling nachgewiesen wurde. Grau dargestellt sind Länder ohne Quellen oder Länder außerhalb Europas.

Der Süßliche Milchling kommt in Nordasien (West- und Ostsibirien, Japan, Korea), Nordamerika (Kanada, USA, Mexiko), auf Jamaika, in Nordafrika (Marokko) und Europa vor. Das europäische Areal entspricht im Wesentlichen dem Verbreitungsgebiet der Rotbuche. Die Art ist temperat bis submediterran und kommt in Westeuropa von Frankreich bis zu den Shetland-Inseln, in Südeuropa von Spanien bis Bulgarien und im Norden im ganzen südlichen Fennoskandinavien vor. In Osteuropa wurde der Milchling in der Ukraine und in der Slowakei nachgewiesen.
In Deutschland zählt der Süßliche Milchling zu den häufigsten Milchlingen und ist von der dänischen Grenze bis in die Nordalpen weit verbreitet und fast überall häufig. Nur in den recht trockenen, kontinental geprägten Gebieten ist er seltener. Auch in Österreich und der Schweiz ist er weit verbreitet und häufig.

## Systematik
Der Süßliche Buchen-Milchling wurde erstmals 1801 durch Christian Hendrik Persoon als Agaricus subdulcis beschrieben. 1821 stellte ihn der britische Botaniker und Pharmakologe Samuel Frederick Gray in die Gattung Lactarius, sodass er seinen heute gültigen Namen erhielt. Das lateinische Epitheton „subdulcis“ lässt sich mit ziemlich süß übersetzen. Es leitet sich vom lateinischen Präfix sub (etwas, ziemlich) und dem Adjektiv „dulcis“ (süß) ab. Es bezieht sich auf den leicht süßlichen Geschmack der Milch.

### Infragenerische Systematik
Der Süßliche Milchling wird in die Sektion Subdulces gestellt. Die Vertreter dieser Sektion haben eine stumpfe, glatte Hutoberfläche mit trüb rotbraunen bis blassbraunen Farben. Die Milch verfärbt sich auch auf weißem Papier nicht.

## Bedeutung
Der Süßliche Milchling ist essbar und wird von einigen Pilzfreunden durchaus geschätzt. Meist wird er aber nur als Mischpilz empfohlen. Möchte man größere Mengen von diesem Milchling essen, sollte man ihn vor der Zubereitung besser abkochen.